# Cerkiew Opieki Matki Bożej w Puchłach
Cerkiew pod wezwaniem Opieki Matki Bożej – prawosławna cerkiew parafialna w Puchłach. W strukturach Polskiego Autokefalicznego Kościoła Prawosławnego należy do dekanatu Narew diecezji warszawsko-bielskiej.
Dla prawosławnej ludności Podlasia wieś Puchły to ważny ośrodek kultu maryjnego. W świątyni parafialnej (trzecia z kolei świątynia na tym miejscu) znajduje się szczególnie czczona ikona Matki Bożej Opiekuńczej.

## Historia świątyni i sanktuarium

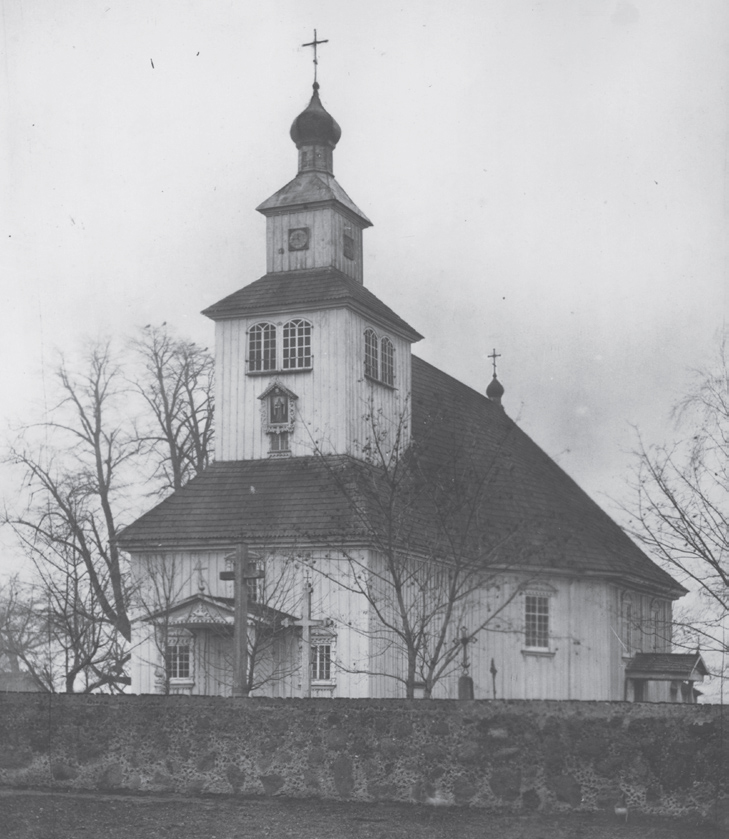
Cerkiew parafialna w 1900 r.

Pierwsza wzmianka o cerkwi prawosławnej we wsi Puchły pochodzi z 1578 (obecność duchowieństwa odnotowana w księdze poborowej). Jej powstanie wiąże się z legendą o objawieniu w XVI w. cudownej ikony Matki Boskiej Opiekuńczej. Pod lipą rosnącą na pagórku, na którym obecnie stoi cerkiew, zamieszkał stary człowiek cierpiący na obrzęk nóg. Modląc się pewnego dnia zauważył na wierzchołku drzewa obraz Matki Bożej i wkrótce jego choroba ustąpiła. Na pamiątkę tego wydarzenia miejsce to nazwano Puchły, od słowa opuchli, które w lokalnej gwarze oznaczało m.in. obrzęknięte kończyny.
Według innego przekazu, ikona objawiała się również pozostałym przy prawosławiu mieszkańcom miejscowości proszącym o obronę przed dziedzicem, który chciał zmusić swych poddanych do przejścia na grekokatolicyzm. Wkrótce ikona w cudowny sposób pojawiła się na lipie na znak wysłuchanych przez Matkę Bożą modlitw, zaś zły dziedzic zmarł. To najprawdopodobniej jego zjawa po dziś dzień błąka się w okolicy tzw. kryżyków czyli feralnego skrzyżowania leśnych dróg między Puchłami, Ciełuszkami, Pawłami, Dawidowiczami i Socami. Rozłożysta lipa zachowała się do czasów obecnych i wraz ze swoimi odrostami oraz dębami tworzą grupę 15 pomników przyrody.
Według niektórych badaczy sanktuarium w Puchłach powstało jeszcze przed XV wiekiem w celu osłabienia silnego kultu pogańskiego w sąsiedniej wsi Ciełuszki.
W 1754 huragan naruszył starą cerkiew. Ówczesny właściciel wsi, pułkownik Józef Ludwik Wilczewski, ufundował w 1756 nową cerkiewkę. Spłonęła ona w 1771, a wraz z nią prawdopodobnie również ikona. Kolejną świątynię postawiono w 1798 – była to niewielka kaplica przeniesiona z nadnarwiańskiego uroczyska Cerkwisko pod Rybołami. Przebudowywana w 1852 (dodano drugi ołtarz pw. św. Grzegorza z Neocezarei) i 1864 (dobudowano narteks i dzwonnicę, wzniesiono kopułę nad ołtarzem, zbudowano nowy ikonostas z 14 ikonami zamówionymi w Moskwie, a wnętrze udekorowano arabeskami, została konsekrowana 3 listopada 1870. W 1873 zbudowano murowany parkan dookoła cerkwi. W okresie 1887–1895 proboszcz parafii prawosławnej w Puchłach ks. Flor Sosnowski był dyrektorem Seminarium Nauczycielskiego im. Świętych Cyryla i Metodego w uroczysku Stawok. W latach 1913–1918 wzniesiono obecną cerkiew. Zdewastowana została podczas II wojny światowej (w 1941 rozbito 3 kopuły, uszkodzono cały dach, częściowo ściany oraz liczne ikony wewnątrz świątyni). W latach 1961–1962 wewnątrz cerkwi napisane zostały nowe ikony przez Włodzimierza Wasilewicza, w następnych latach przeprowadzono zewnętrzny remont cerkwi, na posesji parafialnej wzniesiono budynek gospodarczy oraz odnowiono plebanię i dom psalmisty.
Cerkiew została wpisana do rejestru zabytków 27 lutego 2003 pod nr A-55.

## Architektura
Cerkiew zbudowana jest na planie krzyża. Ma konstrukcję zrębową. Szalowana, z węższą apsydą (prezbiterium) zamkniętą trójbocznie i dwoma prostokątnymi panomarkami (zakrystiami) po bokach, w części zachodniej pritwor (kruchta) zwieńczony jest dzwonnicą, wejścia poprzedzone gankami.

## Cudotwórcza Ikona Opieki Matki Bożej
Oryginalna ikona spłonęła najprawdopodobniej wraz z cerkwią w 1771. Jednak Księga Metryk parafii rybołowskiej z 1773 (gdzie opisano pożar cerkwi w Puchłach w 1771) podaje, że ogień strawił praktycznie całe wyposażenie cerkwi – ocalały natomiast ikony Bogurodzicy. Nie sprecyzowano, który z tych obrazów mógłby być kopią cudownego obrazu Opieki Matki Bożej w Puchłach.
Obecna, szczególnie czczona, ikona powstała po 1781, na co wskazuje charakterystyczny XVIII-wieczny typ ujęcia ikonograficznego. Na ikonie Pokrow znajduje się Matka Boska stojąca na obłoku, w drapowanej sukni, z koroną na głowie. W dolnej części ikony umieszczono przedstawicieli stanów: władcę, szlachtę, hierarchów cerkwi, mnichów. Cudowna Puchłowska Ikona posiadała wota z datami 1646, 1710, 1732, 1812 i 1855, które świadczyły o uzdrowieniach. Obok wejścia do cerkwi znajdował się natomiast kamień z datą 1710 i napisem wyrytym cyrylicą. Kamień ów posłużył do budowy obecnej świątyni w 1913.

## Otoczenie świątyni

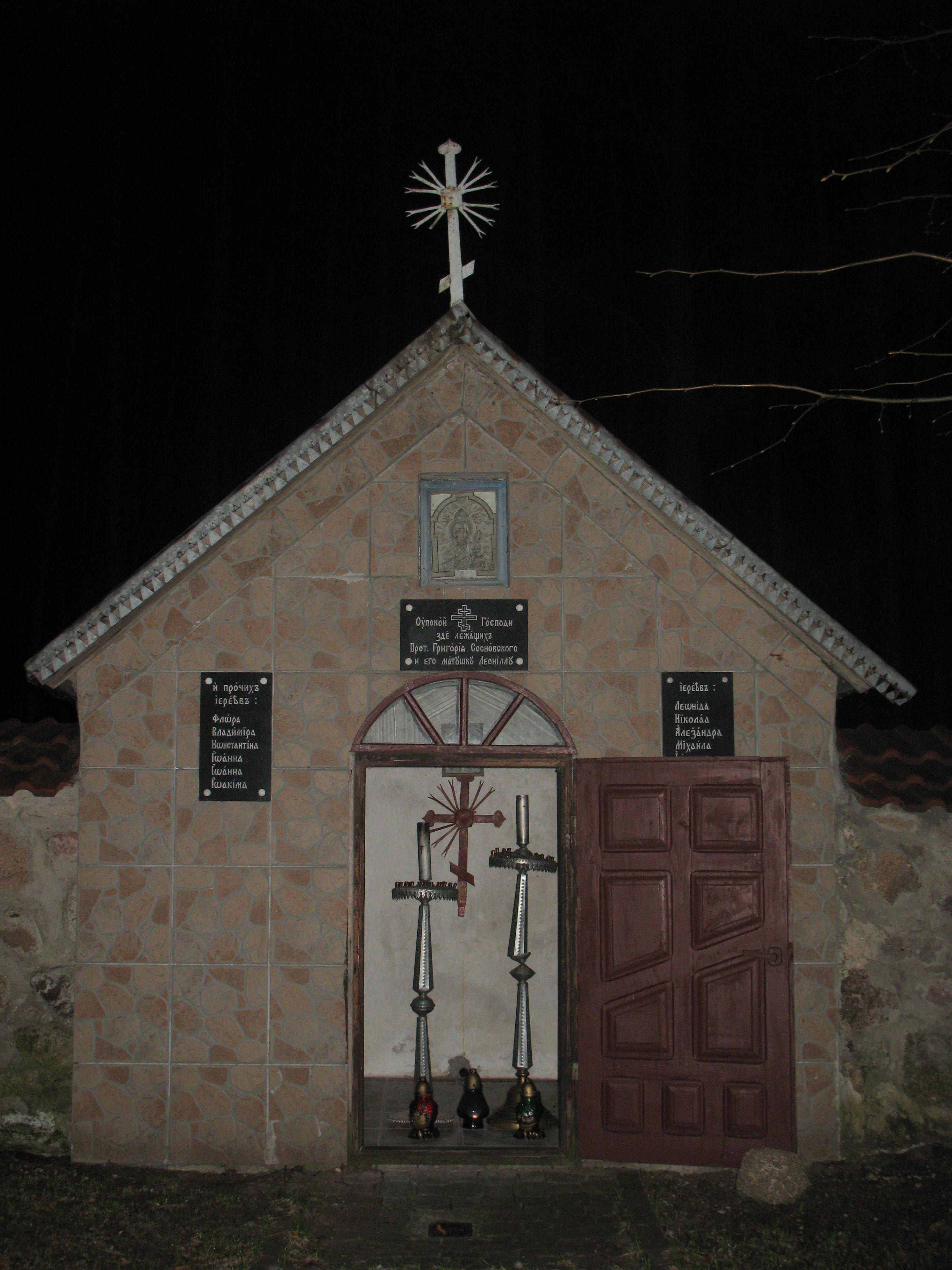
Grobowiec (XIX w.) ks. Grzegorza Sosnowskiego i jego matuszki (żony) Leoniły w murze cerkiewnym w Puchłach

Wokół cerkwi znajdują się kamienne krzyże z końca XIX w. W murze cerkiewnym z 1873 postawiony jest grobowiec proboszcza Grzegorza Sosnowskiego (☦1893) i jego żony Leoniły (☦1895), który w XIX w. zakładał sieć szkółek cerkiewnych dla miejscowej ludności chłopskiej.

## Cerkiew cmentarna Świętych Cyryla i Metodego na cmentarzu w Puchłach
Na środku cmentarza parafialnego, w miejscu gdzie znajdują się obecnie fragmenty kamiennych schodów, stała kaplica cmentarna zbudowana w 1870. W latach 1880–1883 została ona przebudowana i w dniu 11 maja 1884 uroczyście konsekrowana jako cerkiew pod wezwaniem Świętych Cyryla i Metodego. W 1919 cerkiew ta została przez nieostrożność spalona – według podania dwóch mężczyzn starało się dostać do dzikiego ula znajdującego się u szczytu kaplicy i przez przypadek zaprószyli ogień.